# Komae
Komae (狛江市?) è una città giapponese conurbata a Tokyo.